# Kalix HF
Kalix HF var en ishockeyklubb från Kalix i Norrbottens län. Klubben bildades 1982 efter att ishockeysektionen i Kalix-Triangelns IF (tidigare Kalix IF) brutit sig ur. Kalix-Triangelns A-lag hade spelat i den svenska andraligan 1980/1981 och 1981/1982. Kalix HF fick stora problem med ekonomin och var nära att försättas i konkurs 1999, vilket i sin tur ledde till bildandet av Kalix UHC.
A-laget kvalificerade sig för Division 1 till säsongen 1997/1998. Det varade bara en säsong, men i samband med serieomläggningen 1999 fick man en plats igen till säsongen 1999/2000. Denna gång höll man sig kvar i fyra säsonger till 2002/2003. I dag är föreningen nerlagd och ishockeyn i Kalix bedrivs av Kalix HC.

## Säsonger 1999–2003
| Säsong    | Division           | Placering | Vårserie        | Playoff/Kval                          |
| --------- | ------------------ | --------- | --------------- | ------------------------------------- |
| 1999/2000 | Division 1 Norra A | 6         |                 |                                       |
| 2000/2001 | Division 1 Norra A | 5         |                 |                                       |
| 2001/2002 | Division 1 Norra A | 6         |                 |                                       |
| 2002/2003 | Division 1 Norra A | 5         | 3:a i vårserien | Avstår spel i kvalserien, nerflyttade |